# Leptothorax goesswaldi

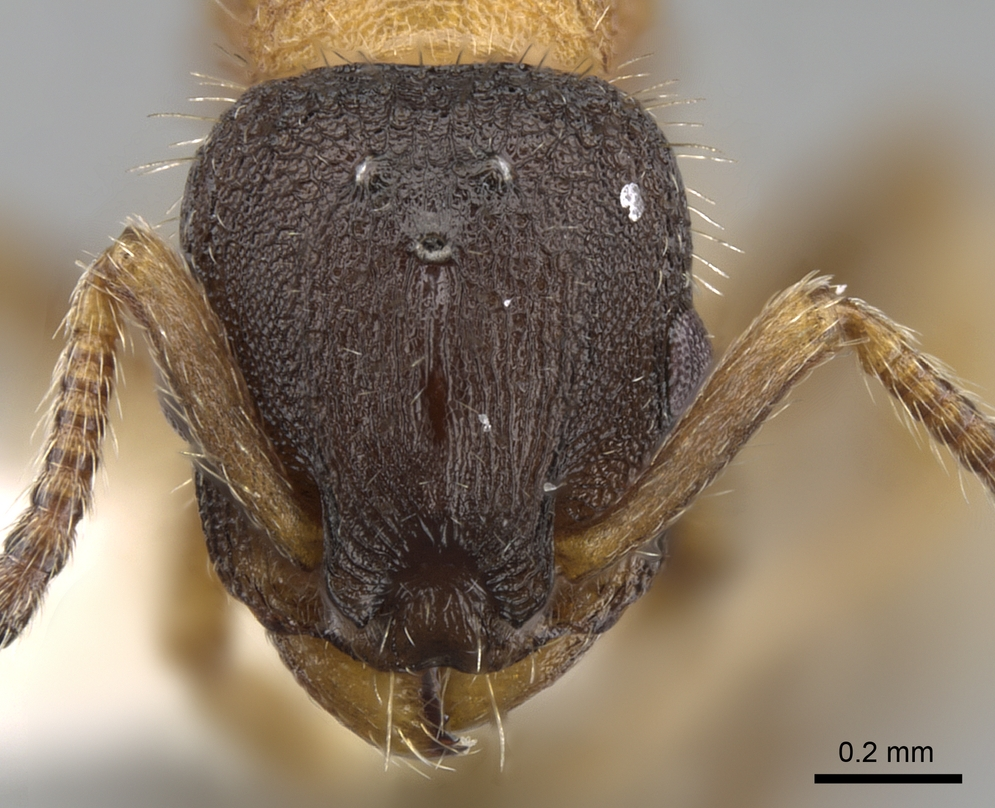
Голова самки

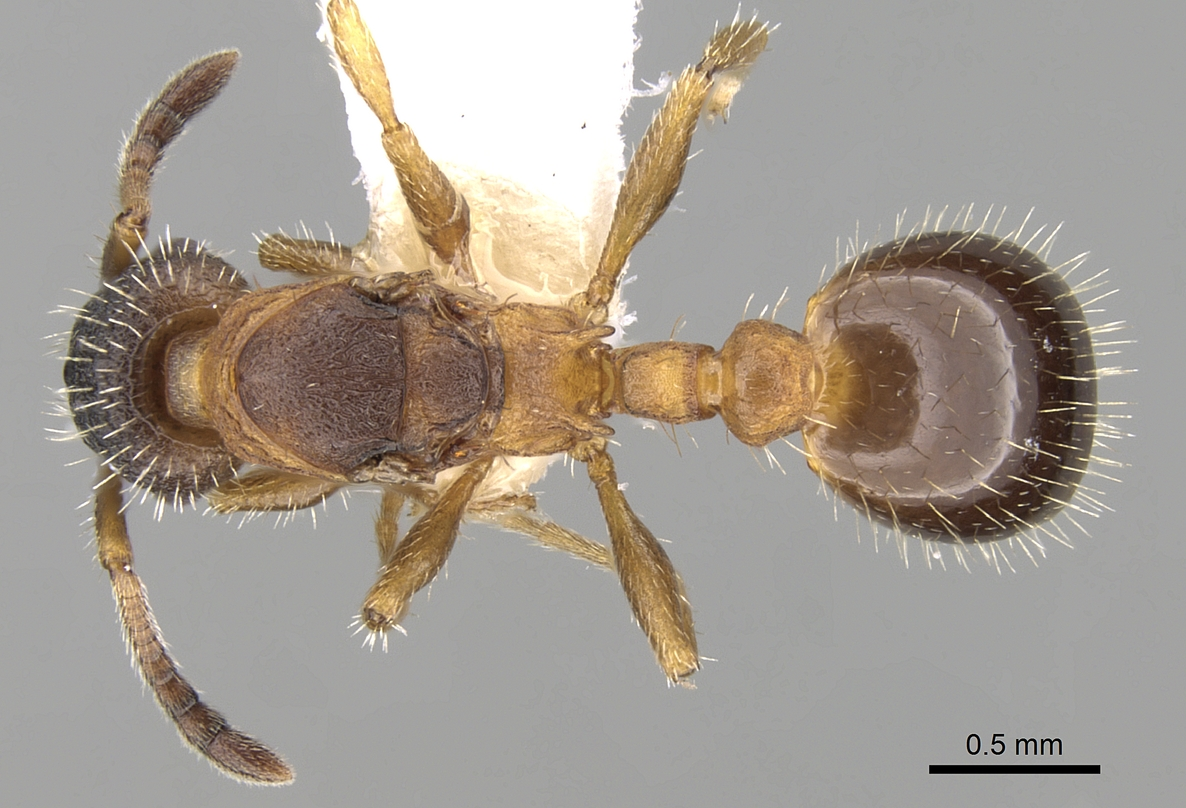
Самка сверху

Leptothorax goesswaldi (лат.) — вид мелких по размеру муравьёв рода Leptothorax из подсемейства Myrmicinae (Formicidae). Социальный паразит, внесённый в Красную книгу МСОП. Европа.

## Распространение
Эндемик Европы (Франция, Швейцария, Швеция).

## Описание
Мелкие муравьи, длина 3—4 мм. Основная окраска буровато-чёрная. Социальные паразиты других видов рода Leptothorax, например Leptothorax acervorum. Каста рабочих отсутствует (утрачена в ходе эволюции), известны только самки и самцы. Жвалы с 5-6 зубцами. Усики самок 11-члениковые с 3-члениковой булавой (усики самцов 12-члениковые). Нижнечелюстные щупики из 5 члеников, нижнегубные щупики состоят из 3 сегментов. Заднегрудка с развитыми проподеальными шипиками. Стебелёк между грудкой и брюшком состоит из двух члеников: петиолюса и постпетиолюса (последний четко отделен от брюшка), жало развито, куколки голые (без кокона). Голова, грудь, петиоль, постпетиоль матовые с мелкой скульптурой (у близкого вида Leptothorax kutteri грудка блестящяя), брюшко гладкое и блестящее. Самки проникают в муравейники других видов Leptothorax, где откладывают яйца и полностью зависят от их хозяев.
Хромосомный набор равен n=26 и n=28, а у близких видов, например у соцпаразита Leptothorax kutteri n=23 и n=25, у Leptothorax pocahontas и у вида-хозяина Leptothorax muscorum равен n=18, что отличается от других сходных таксонов: n=13 у вида-хозяина Leptothorax acervorum, и n=15 у Leptothorax faberi.

## Систематика и этимология
Вид был впервые описан в 1967 году швейцарским мирмекологом Хейнрихом Куттером (Heinrich Kutter, 1896—1990; Швейцария). В 1981 году перенесён в род Doronomyrmex под новым именем Doronomyrmex goesswaldi (Kutter, 1967). В 1998 году после синонимизации таксона Doronomyrmex включён в состав рода Leptothorax (Heinze, 1998: 195), что позднее было подтверждено в фундаментальной монографии Б. Болтона «Classification and Synopsis of Formicidae» (Bolton, 2003: 270). Сходны с европейским социальным паразитом Leptothorax pacis, у которого отсутствует каста рабочих и американским Leptothorax pocahontas. Видовое название дано в честь немецкого мирмеколога профессора Карла Гёссвальда (Karl Gösswald, 1907—1996).

## Охранный статус
Включены в Международную Красную книгу в статусе Vulnerable species (VU) — Находятся в уязвимом положении (уязвимые виды).